# Bayantal, Govisümber
Bayantal (tiếng Mông Cổ: Баянтал, thảo nguyên giàu có) là một sum của tỉnh Govisümber tại miền trung Mông Cổ. Vào năm 2011, dân số của sum là 931 người.

## Địa lý
Sum Bayantal có diện tích khoảng 916,1 km2 và nằm ở độ cao 1.293 m so với mực nước biển. Trung tâm sum nằm cách thủ đô Ulaanbaatar 240 km về phía đông nam.

### Khí hậu
Khu vực này có khí hậu bán khô hạn. Nhiệt độ trung bình hàng năm trong khu vực là 3 °C. Tháng ấm nhất là tháng 7, khi nhiệt độ trung bình là 26 °C và lạnh nhất là tháng 1, với -24 °C. Lượng mưa trung bình hàng năm là 244 mm. Tháng mưa nhiều nhất là tháng 7, với lượng mưa trung bình 72 mm và khô nhất là tháng 1, với lượng mưa 2 mm.

## Giao thông
Sum được phục vụ bởi một ga đường sắt trên tuyến Đường sắt Xuyên Mông Cổ.

## Kinh tế
Dưới đây là số đầu gia súc tại Bayantal qua các năm:
| 2003  | 2004  | 2006   | 2008   | 2010   |
| ----- | ----- | ------ | ------ | ------ |
| 5.931 | 8.462 | 19.114 | 22.882 | 17.922 |

## Hành chính
Bayantal được chia thành hai bag (xã):
- Bag 1
- Bag 2